# Guatteria trichostemon
Guatteria trichostemon este o specie de plante angiosperme din genul Guatteria, familia Annonaceae, descrisă de Robert Elias Fries. Conform Catalogue of Life specia Guatteria trichostemon nu are subspecii cunoscute.